# Aage Niels Bohr
Aage Niels Bohr (19 tháng 6 năm 1922 – 8 tháng 9 năm 2009) là một nhà vật lý người Đan Mạch, đã đoạt Giải Nobel Vật lý năm 1975.

## Cuộc đời và Sự nghiệp
Bohr sinh ngày tại Copenhagen, là con thứ tư của nhà vật lý nổi tiếng đã đoạt giải Nobel Niels Bohr và bà Margrethe Bohr, nhũ danh Nørlund. Thời thơ ấu, ông sống bên nhiều nhà vật lý như Wolfgang Pauli và Werner Heisenberg, những người làm việc chung với cha ông ở "Viện Vật lý lý thuyết" (nay là Viện Niels Bohr) ở Đại học Copenhagen.
Ông bắt đầu học tại Đại học Copenhagen từ năm 1940 (vài tháng sau khi Đức quốc xã chiếm đóng Đan Mạch). Năm 1943 Aage Niels Bohr theo cha cùng gia đình chạy sang Thụy Điển, rồi sang Anh; sau đó ông theo cha sang làm việc ở Phòng thí nghiệm quốc gia Los Alamos với tư cách phụ tá và thư ký của cha. Hai cha con thuộc toán khoa học gia nước Anh tham gia Dự án Manhattan (dự án bí mật nghiên cứu vũ khí nguyên tử của Hoa Kỳ).
Sau Chiến tranh thế giới thứ hai, Aage N. Bohr trở về Đan Mạch trong tháng 8 năm 1945, học tiếp ở Đại học Copenhagen và đậu bằng thạc sĩ vật lý năm 1946 và tiếp tục nghiên cứu cấu trúc nguyên tử ở "Viện Niels Bohr".
Đầu năm 1948, ông sang làm việc ở Viện nghiên cứu cao cấp Princeton ở New Jersey. Từ tháng 1 năm 1949 tới tháng 8 năm 1950 ông làm việc ở Đại học Columbia.
Năm 1956, ông được bổ nhiệm làm giáo sư vật lý ở Đại học Copenhagen. Sau khi người cha qua đời năm 1962, ông kế vị cha làm giám đốc Viện Niels Bohr cho tới năm 1970. Ông cũng là thành viên trong Ban giám đốc Viện Vật lý lý thuyết Bắc Âu (Nordita) từ khi mới thành lập năm 1957, rồi trở thành giám đốc viện này năm 1975.

### Công trình đoạt giải Nobel
Năm 1950, trong một bài khảo cứu James Rainwater của Đại học Columbia đã đưa ra một mô hình hạt nhân có thể giải thích được việc bố trí điện tích không theo dạng hình cầu. Bohr, lúc đó đang viếng thăm Đại học Columbia, cũng đưa ra ý kiến tương tự, và cho đăng một bào khảo cứu khoảng 1 tháng sau bài của Rainwater thảo luận cùng một vấn đề như Rainwater. Sau đó Bohr phát triển xa hơn với một bài khảo cứu xuất bản năm 1951 trong đó bàn cách toàn diện mối liên quan giữa các dao động trên bề mặt của hạt nhân với chuyển động của chính các nucleon.
Khi trở về Copenhagen năm 1950, Bohr bắt đầu làm việc chung với Ben Mottelson để so sánh công trình lý thuyết với các dữ liệu thực nghiệm. Trong 3 bài khảo cứu được xuất bản năm 1952–1953, Bohr và Mottelson đã chứng minh sự phù hợp chặt chẽ giữa lý thuyết và thực nghiệm, ví dụ chỉ ra rằng các mức năng lượng của một số hạt nhân có thể được mô tả bởi một phổ quay vòng. Công trình này đã kích thích các nghiên cứu mới về lý thuyết và thực nghiệm. Kết quả là ông đã đoạt Giải Nguyên tử vì Hòa bình năm 1969.
Bohr, Mottelson và Rainwater được trao chung Giải Nobel Vật lý năm 1975 "cho việc phát hiện mối liên kết giữa chuyển động tập thể và chuyển động hạt trong hạt nhân nguyên tử cùng việc phát triển lý thuyết về cấu trúc hạt nhân nguyên tử dựa trên mối liên kết này".
Aage N. Bohr tiếp tục cộng tác mật thiết với Ben Roy Mottelson (nhà vật lý Đan Mạch gốc Mỹ), cùng viết chung 2 tác phẩm về cấu trúc của nguyên tử, quyển 1 là Single-Particle Motion (1969) và quyển 2 là Nuclear Deformations (1975).
Ông nghỉ hưu năm 1992 và qua đời ngày 8 tháng 9 năm 2009 tại Copenhagen.

## Đời tư
Aage N. Bohr kết hôn với Marietta Soffer tháng 3 năm 1950 tại Thành phố New York. Họ có ba người con: Vilhelm Bohr, Tomas Bohr và Margrethe Bohr.

## Giải thưởng
- Giải Nguyên tử vì Hòa bình 1969
- Huy chương H. C. Ørsted (của Đan Mạch) 1970
- Giải Nobel Vật lý năm 1975 (chung với Ben Roy Mottelson và James Rainwater (người Hoa Kỳ)
- Huy chương Ole Rømer (của Đan Mạch) năm 1976 (chung với Ben Roy Mottelson)